# Sharp PC-1262
Les Sharp PC-1260, 1261 et 1262 sont les variantes d'un modèle de calculatrice scientifique et d'ordinateur de poche construit par Sharp entre 1984 et 1989.

## Spécifications techniques
- CPU : SC61860 (8 bit CMOS) à 768 kHz
- ROM : 40959 octets
- RAM Utilisateur : 9598 octets
- RAM Système : 14978 octets
- Affichage : LCD Monochrome 120 × 14 pixels segmenté en deux lignes de 24 caractères 5×7 pixels
- Alimentation : 6V DC - 2 × CR2032, 0.03W
- Connecteur 11 pins pour accessoires (imprimante, interface cassettes)
- Son : Haut-parleur intégré
- Programmation : BASIC interprété, langage machine
- Dimensions : 135 × 70 × 9,5 mm
- Poids : 115 g
- Dates de production :
  - PC-1260,1261 : 1984[1]-1986[2]
  - PC-1262 : 1986-1988[3]

Le PC-1260 est identique au PC-1261 mais avec 4Ko de RAM.

La différence entre les PC-1261 et 1262 n'a pas été publiée. D'un point de vue matériel, la diode Zener notée 1N4 sous le connecteur 11 broches est doublée en parallèle par une résistance de 47 kΩ sur le PC-1262. L’étude du circuit imprimé de la carte mémoire montre les différences. Originellement des puces (de mémoire vive) étaient collées sur le circuit puis couvertes de résine. Pour le 1262 des circuits intégrés remplacent les puces de silicium et le circuit sélectionnant ces composants est remplacé par quatre portes « NAND »
Ces modèles disposent d'une imprimante thermique CE-126P faisant également office d'interface avec un lecteur K7.

## Particularités
Malgré une taille minuscule, cet ordinateur de poche dispose d'une mémoire et d'une vitesse de calcul confortables pour l'époque.

Les fonctions mathématiques ne sont pas, par défaut, affectées à des touches, et les mots-clés correspondant doivent être tapés en entier. Toutefois, il est possible de réaffecter 18 touches alphabétiques afin qu'elles puissent appeler une fonction, une valeur ou un programme. Les mots-clés du Basic peuvent être entrés sous forme abrégée. Par exemple, « P. » équivaut à « PRINT ».

Les PC-126x disposent d'un tableur. Il s'agit en réalité d'enregistrer une fonction à plusieurs variables, lesquelles sont automatiquement disposées en tableau sur deux lignes pour être modifiées à volonté.
Ces appareils disposent également d'une aide « en ligne » qui expose brièvement la fonction des différents mots-clés. Ils sont à leur sortie les seuls ordinateurs de poches qui affichent des minuscules.

## Calculatrice
Les expressions mathématiques sont entrées sous forme algébrique et ne sont évaluées qu'après appui de la touche ENTER. Elles peuvent être éditées, modifiées ou rappelées après avoir été évaluées, avec les flèches directionnelles du clavier et les touches DEL et INS. L'utilisation de variables est possible :
| Clavier           | Résultat écran  |
| ----------------- | --------------- |
| A=5 ENTER         | A=5             |
| A=5 ENTER         | 5.              |
| B=SIN (π/3) ENTER | B=SIN (π/3)     |
| B=SIN (π/3) ENTER | 1.827602763E-02 |
| A*B ENTER         | A*B             |
| A*B ENTER         | 9.138013815E-02 |

## Programmation
Le langage de programmation utilisé est un BASIC non structuré. Il est également possible de programmer en langage machine en utilisant le jeu d'instructions du SC61860.